# Undine (Foulds)
Undine, "Extrait de musique de la féerie par Gustave Froissart", is een compositie van John Foulds.
Het muziekarchief van de componist is vrij ondoorzichtig vanwege de vele verhuizingen van de componist. Sommige werken van hem werden in de garagebox aangetroffen, aangevreten door vocht of ongedierte. Gezien de aanduiding opus 3 is dit een vroeg werk van de componist en is het te plaatsen rond 1898. Jongeling Foulds was toen nog beginnend cellist in de plaatselijke orkesten van Wales en nog totaal onbekend als componist. Zijn vermelding opus 3 houdt tevens in dat dit zijn derde werk zou moeten zijn, maar opera 1 en 2 werd of niet afgemaakt of zijn zoekgeraakt. Undine is een suite in drie delen verwijzend naar de mythologische Ondine. Foulds refereerde met de subtitel zelf naar Gustave Froissart, ook dit schiep niet voldoende houvast voor interpretatie van dit werk; de naam is binnen de schrijvers/componistenwereld onbekend. Een verband met Jean Froissart is na jarenlang onderzoek niet gevonden. 
Het werk werd in 1899 voor het eerst gespeeld, men vond Llandudno als stadje waar het uitgevoerd zou zijn geweest, daarna ontbrak elk spoor, totdat het werk van de componist door de opname van A World Requiem weer onder de aandacht kwam. Dutton Vocalion, dat een vierdelige verzameling uitgaf van Foulds’ werken, vond dat de muziek een mengeling was van de balletmuziek van Pjotr Iljitsj Tsjaikovski, Edward Grieg en een beetje Richard Wagner. De drie delen: Prélude romantique, Barcarolle des undines en Carnaval, et minuet de Mäia.
Het werk zou ooit uitgegeven zijn door Hatton & Rose.